# 庭野日鑛
庭野 日鑛（にわの にちこう、改名前は庭野浩一、1938年（昭和13年）3月20日 - ）は、日本の宗教家、在家仏教教団立正佼成会第2代会長。父庭野日敬の創立した立正佼成会の会長職を1991年（平成3年）に継承し、法華経を基盤とした日敬の教えをもとに布教伝道の日々を送っている。また、現在は（公財）WCRP（世界宗教者平和会議）日本委員会会長をはじめ、同国際委員会名誉会長、ACRP（アジア宗教者平和会議）共同会長、（公財）庭野平和財団名誉会長、（公財）新宗連（新日本宗教団体連合会）顧問などを務め、国内外で宗教協力活動を推進している。

## 人物・来歴
- 1938年(昭和13年)3月20日、東京都中野区において、立正佼成会会長(当時)庭野日敬と夫人直子の長男として誕生。「浩一」と名づけられた。
- 1958年(昭和33年)4月1日、立正大学仏教学部に入学。（※立正大学は、日蓮宗の宗門大学であり、立正佼成会とは関係は無い）
- 1960年(昭和35年)11月15日、庭野日敬開祖54歳の誕生日に会長後継者に指名される。当時、立正大学仏教学部3年生。
- 1967年(昭和42年)1月22日、28歳で結婚。
- 1967年(昭和42年)3月31日、立正大学仏教学部卒業、同大学大学院文学研究科に進学[1]。
- 1968年(昭和43年)3月31日、立正大学大学院文学研究科修了[1]。
- 1970年(昭和45年)1月1日、布教本部長に就任。6月28日、法名『日鑛』に改名。
- 1971年(昭和46年)4月18日、「関西教区青年幹部の集い」に初巡教。
- 1974年(昭和49年)、ブラジル、ロサンゼルス、ハワイの各教会に初の海外巡教。
- 1977年(昭和52年)7月22日、中国佛教協会の招きで、中国を訪問。
- 1986年(昭和61年)3月20日、ローマ教皇庁立サレジオ大学から名誉哲学博士号を受ける。
- 1991年(平成3年)11月15日、法燈継承式(会長位継承)で第2代会長に就任。
- 1992年(平成4年)
  - 6月7日、シカゴ大学ミードビル・ロンバード神学大学院から名誉神学博士号を受ける。
  - 10月26日、新日本宗教団体連合会(新宗連)副理事長に就任。
- 1994年(平成6年)
  - 11月8日、世界宗教者平和会議国際委員会（WCRP）会長に就任。
  - 11月17日、長女光代を会長後継者に指名。法名を『光祥』と名付ける。
- 1996年(平成8年)10月15日、アジア宗教者平和会議（ACRP）議長に選出される。
- 1997年(平成9年)4月1日、第23期宗教法人審議会委員に任命される。
- 1998年(平成10年)3月5日、立正佼成会創立60周年記念式典を挙行する。
- 1999年(平成11年)
  - 10月4日、父日敬入寂。
  - 10月10日、父日敬の葬儀・告別式である「開祖葬」で喪主を務め、嘆徳文を奏上。『開祖日敬一乗大師』を追贈する。
- 2000年(平成12年)8月29日、「ミレニアム世界平和サミット」総会で議長を務める。
- 2001年(平成13年)9月2日、「世界宗教者平和のための祈りの集い」開会式でスピーチ。
- 2004年(平成16年)
  - 4月23～28日、「第1回仏教とキリスト教のシンポジウム」で基調発題を行う。
  - 6月17日、新宗連の理事長に就任。
  - 7月7日、フォコラーレ運動から「一致のためのルミノーザ賞」(“Luminosa Award for Unity”)を贈られる。
  - 7月30日、日本宗教連盟(日宗連)理事長に就任。
- 2005年(平成17年)3月22日、WCRP日本委員会の第3代理事長に就任。
- 2008年(平成20年)10月30～31日、新宗連全国総会において岡野聖法解脱会法主が新理事長に就任。日鑛は特別顧問に就く。

## 著書
- 『心の中の散歩道』佼成出版社,1974
- 『すべてはわが師』佼成出版社 1980
- 『ブッダロードを行く～西安からウルムチへ』佼成出版社 1985
- 『明日に向かう』
- 『心田を耕す』佼成出版社 1998

共著
- 『仏教を、世界へ。』梅原猛共著　佼成出版社、2007.3